# Dagan (Solokuro)
Dagan is een bestuurslaag in het regentschap Lamongan van de provincie Oost-Java, Indonesië. Dagan telt 3988 inwoners (volkstelling 2010).